# 2015 개정 교육과정
2015 개정 교육과정은 대한민국 교육부가 고시한 7차 교육과정의 개정 교육과정이다. 2015년 9월 23일에 총론 및 각론의 주요 내용이 고시되었다.

## 주요 내용
2015 개정 교육과정의 주요 골자는 다음과 같다.
1. 문이과 통합교육과정 (통합사회, 통합과학)
2. 중학교 자유학기제 실시 기초영역에 '한국사' 추가
3. SW (software)수업 강화

## 적용 연도
- 2017년 3월 1일 : 초등학교 1~2학년
- 2018년 3월 1일 : 초등학교 3~4학년, 중학교 1학년, 고등학교 1학년 (중학교 역사 및 고등학교 한국사 제외)
- 2019년 3월 1일 : 초등학교 5~6학년, 중학교 2학년, 고등학교 2학년 (중학교 역사 및 고등학교 한국사 제외)
- 2020년 3월 1일 : 중학교 3학년, 고등학교 3학년 (중학교 역사 및 고등학교 한국사는 2020학년도 중학교 1학년 및 고등학교 1학년부터 연차적으로 적용)

## 각 과목별 교육과정

### 국어
- 2009 개정 교육과정
  - 일반：국어Ⅰ, 국어Ⅱ, 화법과작문, 독서와 문법, 문학, 고전
  - 심화：문학개론, 문장론, 고전문학감상, 현대문학감상, 시 창작 입문, 소설 창작 입문, 문예창작전공실기

- 2015 개정 교육과정
  - 공통 : 국어
  - 일반 : 화법과 작문, 독서, 언어와 매체, 문학
  - 진로 : 실용 국어, 심화 국어, 고전 읽기

### 수학
- 2009 개정 교육과정
  - 기본：수학Ⅰ, 수학Ⅱ, 미적분Ⅰ, 미적분Ⅱ, 확률과 통계, 기하와 벡터, 고급 수학Ⅰ, 고급 수학Ⅱ

- 2015 개정 교육과정
  - 공통 : 수학[1]
  - 일반 : 수학Ⅰ[2], 수학Ⅱ, 미적분, 확률과 통계
  - 진로 : 기하, 경제 수학, 실용 수학, 수학과제 탐구

### 영어
- 2009 개정 교육과정
  - 기본：기초 영어
  - 일반：실용영어Ⅰ, 실용영어Ⅱ, 실용영어회화, 실용영어독해와작문, 영어Ⅰ, 영어Ⅱ, 영어회화, 영어독해와작문
  - 심화：심화 영어, 심화 영어 회화Ⅰ, 심화 영어 회화Ⅱ, 심화 영어 독해Ⅰ, 심화 영어 독해Ⅱ, 심화 영어 작문

- 2015 개정 교육과정
  - 공통 : 영어
  - 일반 : 영어Ⅰ, 영어Ⅱ, 영어 회화, 영어 독해와 작문
  - 진로 : 실용 영어, 영어권 문화, 영미 문학 읽기, 진로 영어

### 사회(역사/도덕 포함)
- 2009 개정 교육과정
  - 일반：사회, 한국지리, 세계지리, 한국사＊, 동아시아사, 세계사, 경제, 법과정치, 사회·문화, 생활과윤리, 윤리와사상
  - 심화：현대 세계의 변화, 국제 정치, 국제 경제, 국제 관계와 국제 기구, 세계 문제, 비교 문화, 사회 과학 방법론, 한국의 사회와 문화, 국제법, 지역 이해, 인류의 미래 사회, 과제 연구

- 2015 개정 교육과정
  - 공통 : 통합사회, 한국사
  - 일반 : 한국지리, 세계지리, 동아시아사, 세계사, 경제, 정치와 법, 사회·문화, 생활과 윤리, 윤리와 사상
  - 진로 : 고전과 윤리, 여행지리, 사회문제 탐구

### 과학
- 2009 개정 교육과정
  - 일반선택: 융합과학, 지구과학Ⅰ, 지구과학Ⅱ, 생명과학Ⅰ, 생명과학Ⅱ, 화학Ⅰ, 화학Ⅱ, 물리Ⅰ, 물리Ⅱ

- 2015 개정 교육과정
  - 공통 : 통합과학, 과학탐구실험
  - 일반 : 지구과학Ⅰ, 생명과학Ⅰ, 화학Ⅰ, 물리학Ⅰ[3]
  - 진로 : 지구과학Ⅱ, 생명과학Ⅱ, 화학Ⅱ, 물리학Ⅱ,[4] 융합과학, 과학사, 생활과 과학

### 체육
- 2015 개정 교육과정
  - 일반 : 체육, 운동과 건강
  - 진로 : 스포츠 생활, 체육 탐구

### 예술
- 2015 개정 교육과정
  - 일반 : 음악, 미술, 연극, 무용
  - 진로 : 음악 연주, 음악 감상과 비평, 미술 창작, 미술 감상과 비평

### 기술·가정 및 정보
- 2015 개정 교육과정
  - 일반 : 기술·가정, 정보[5]
  - 진로 : 농업 생명 과학, 공학 일반, 창의 경영, 해양 과학, 가정 과학, 지식 재산 일반

### 제2외국어 및 한문
- 2015 개정 교육과정
  - 일반 : 독일어Ⅰ, 일본어Ⅰ, 프랑스어Ⅰ, 스페인어Ⅰ, 아랍어Ⅰ, 중국어Ⅰ, 베트남어Ⅰ, 러시아어Ⅰ, 한문Ⅰ
  - 진로 : 독일어Ⅱ, 일본어Ⅱ, 프랑스어Ⅱ, 스페인어Ⅱ, 아랍어Ⅱ, 중국어Ⅱ, 베트남어Ⅱ , 러시아어Ⅱ, 한문Ⅱ

### 교양
- 2015 개정 교육과정
  - 일반 : 철학, 논리학, 심리학, 교육학, 종교학, 진로와 직업, 보건, 환경, 실용 경제, 논술

## 같이 보기
- 대한민국의 교육과정
- 7차 교육과정
- 2007 개정 교육과정
- 2009 개정 교육과정
- 대한민국의 초등학교 교과목
- 대한민국의 중학교 교과목
- 대한민국의 고등학교 교과목
- 한국사 교과서 국정화 논란